# Tmolus ufentina
Tmolus ufentina is een vlinder uit de familie van de Lycaenidae. De wetenschappelijke naam van de soort werd als Thecla ufentina in 1868 gepubliceerd door William Chapman Hewitson.